# Zeitungskrieg von 1752/53

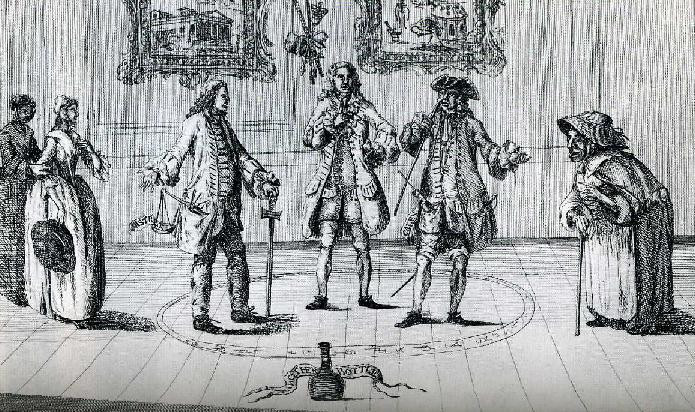
The Conjurers (1753): Dargestellt sind Fielding (links von der Mitte) und Hill (rechts von der Mitte)

1752 wurde der so genannte Zeitungskrieg vom englischen Romanautor und Satiriker Henry Fielding in Gang gesetzt. Der Zeitungskrieg äußerte sich in einem Streit zwischen den Bewohnern der Londoner Grub Street, einer von verarmten Schriftstellern, Schreiberlingen und Verlegern bewohnten Londoner Straße. Der Streit betraf in den Anfängen hauptsächlich Fielding und den Schriftsteller und Apotheker John Hill, weitete sich jedoch zu einem „Krieg“ aus, an dem sich andere Schriftsteller, wie Christopher Smart, Bonnell Thornton, William Kenrick, Arthur Murphy und Tobias Smollett mit ihren Werken beteiligten.
Viele Londoner Zeitungen und Zeitschriften waren in diesem bis 1753 andauernden Streit verwickelt, in dessen Verlauf eine Vielzahl an Veröffentlichungen erschienen. Zum Beispiel Smarts parodierende Heldendichtung The Hilliad, welche die Geschichte des Helden Hillario erzählt, der sich letztendlich zu einem arch-dunce, einem Erzdummkopf, entwickelt. Die genaue Ursache dieses Streits blieb unbekannt und spaltete den Großteil der Londoner Schreiber in Unterstützter von jeweils Fielding oder Hill.

## Hintergrund
Fielding erklärte in der Erstausgabe seiner Zeitschrift The Covent-Garden Journal am 4. Januar 1752 den so genannten hack writern, also den Schreiberlingen und Schmocks den Krieg. John Hill antwortete darauf im London Daily Advertiser am 9. Januar 1752 Fielding hätte sich vorher mit ihm getroffen, um eine Falschmeldung über einen Zeitungskrieg zu veröffentlichen, in den er die Londoner Autorenschaft verwickeln wolle,
„um Schläge auszuteilen, die niemanden wirklich träfen, jedoch dessen Vorteile schweigend zu genießen.“
“giving Blows that would not hurt, and sharing the Advantage in Silence.”
Ein Treffen zwischen den beiden hat möglicherweise am 28. Dezember 1751 stattgefunden.
Bekannt jedoch ist, dass beide Schriftsteller ein geschäftliches Gespräch zwischen dem 26. und 28. Dezember 1751 hatten.
Am 8. Januar 1752, also vor dieser Enthüllung, griff Hill Fieldings Roman Amelia im London Daily Advertiser an, in dem die Hauptfigur Amelia Booth einen Unfall erleidet, bei dem ihr Gesicht entstellt wird.
Hill macht sich über Fieldings Szenenbeschreibung lustig und behauptet,
"sie könne auch ohne Nase die Welt verzücken."
"she could charm the World without the Help of a Nose."
Als Antwort auf Hills persönliche Angriffe und Enthüllung ihrer Übereinkunft schrieb Fielding am 11. Januar 1752:
"Als wenn der Bruch einer privaten Übereinkunft nicht schon Schande genug sei, nein seine "Niedrigkeit" macht sich hierbei selbst entweder zum Lügner oder zum Narren. Hätte er unterzeichnet, wäre er ersteres, daran zweifelt niemand und auch nur wenige würden ihn nicht für letzteres halten, hätte er abgelehnt."
"If the Betrayer of a private Treaty could ever deserve the least Credit, yet his "Lowness" here must proclaim himself either a Liar, or a Fool. None can doubt that he is the former, if he hath feigned this Treaty, and I think few would scruple to call him the latter, if he had rejected it."
Ungeachtet Hills Aussagen über den eigentlichen Hintergrund von Fieldings Veröffentlichung, wurde alsbald mit der dritten Ausgabe des The Covent-Garden Journals ein tatsächlicher "Zeitungskrieg" losgetreten. Fielding spitzte seine satirischen Tiraden gegenüber John Hill zu.
Zwar war bekannt, dass Hill, Fielding, Smart, Thornton, Kenrick, Murphy, Smollett und andere in diesen Streit verwickelt waren, doch nicht alle schrieben unter ihren eigentlichen Namen. Einige verwandten Pseudonyme. Fielding schrieb als "Sir Alexander Drawcansir", Hill war "The Inspector", Thornton schrieb als "Madam Roxanna" und Smart bezeichnete sich als "Mrs. Mary Midnight". Bald wurden unter diesen Namen mehr und mehr Veröffentlichungen bekannt, die Stellung zu Fieldings Plänen ein "Zentralbüro" für die Autorenschaft einzuführen, nahmen Hinzu kam noch, dass Fielding schon einige Monate zuvor einen Streit mit seinem ehemaligen Angestellten Philip D'Halluin begonnen hatte. D'Halluin hatte in der King Street in Covent Garden ein konkurrierendes "Zentralbüro" gegründet und Christopher Smarts engen Freund Bonnell Thorton eingestellt, den er auf Fielding und Hill ansetzte. In dieser Angelegenheit hatten die beiden jedoch zusammengearbeitet.
Hills Antwort auf Fieldings und Smarts Tiraden wurde am 13. August 1752 in der einzigen Ausgabe des Impertinent anonym veröffentlicht.
Hills Autorenschaft war allgemein bekannt und alsbald folgte am 25. August 1752 eine Kolumne unter dem Pseudonym "The Inspector" im London Daily Advertiser, wo er harsche Kritik an Smarts Werken übte. Letztendlich zog sich Fielding nach der sechsten Ausgabe des Covent-Garden Journals aus dem Streit zurück.

## Verlauf des "Zeitungskrieges"
Möglich ist, dass die ersten Veröffentlichungen, die einem Zeitungskrieg zugeschrieben werden könnten, schon von Smart am 29. April 1751, oder gar in Hill's Schriftstücken zwischen Februar und März 1751 zu finden sind.
Fieldings erster Angriff in seiner Zeitschrift The Covent-Garden Journal am 4. Januar 1752
wurde jedoch von den Schriftstellern der Grub Street rasch aufgenommen und gilt als Auslöser des Konflikts. Hill schrieb von der möglichen Falschmeldung am 9. Januar 1752, Smollet griff Hills Darlegung am 15. Januar 1752 an und Thornton wandte sich gegen Fielding in Have At You All: or, The Drury Lane Journal am 16. Januar 1752.
Auch die Werke der einzelnen Schriftsteller, wie z. B. Fieldings "Amelia"  wurden angegriffen. Fieldings Antwort darauf war am 11. Januar 1752 im Covent-Garden Journal zu lesen:
"Ein berühmter Arzt, der "Mrs. Amelia Booth" von ihrer schweren Nasenverletzung so gut geheilt hatte, dass kaum eine Narbe sichtbar blieb, wird gegen einige boshafte und verleumderische Individuen, die behaupten, dass besagte Dame keine Nase hätte, Anklage nur aus dem Grund erheben, da der Autor ihrer Geschichte seine Leser über dieses Detail zu informieren vergaß."
"a famous Surgeon, who absolutely cured one Mrs Amelia Booth, of a violent Hurt in her Nose, insomuch, that she had scarce a Scar left on it, intends to bring Actions against several ill-meaning and slanderous People, who have reported that the said Lady had no Nose, merely because the Author of her History, in a Hurry, forgot to inform his Readers of that Particular."
Nicht nur Hill griff Fieldings Werk an. Thornton spottete über "Amelia" im Drury-Lane Journal. Thorntons Satire wurde am 16. Januar 1752 veröffentlicht. Er warb mittels einer fingierten Anzeige für ein Werk namens "Shamelia", eine Anspielung an Fielding's Parodie, von Samuel Richardson Werk Pamela, Shamela. Am 13. Februar 1752 veröffentlichte Thornton mit "A New Chapter in Amelia." eine weitere Parodie auf Fieldings Werk. Tobias Smollett schloss sich an und publizierte am 15. Januar 1752 Habbakkuk Hilding unter seinem Pseudonym.
Trotz der vielen Angriffe auf Fieldings Werk gab es auch vereinzelte Unterstützung, wie eine anonyme Würdigung "Amelias". Am 25. Januar 1752 schrieb Fielding weiterhin über einen Prozess vor dem fiktiven "Court of Censorial Enquiry", in dem Hill und seine anderen Kritiker die Ankläger darstellten. Diese standen jedoch anstatt "Amelia" auf der Anklagebank.
The Covent-Garden Journal war Fieldings wichtigste Waffe in diesem "Krieg". Er verwendete die Rubrik:
"Protokoll des gegenwärtigen Zeitungskrieges zwischen den Streitkräften unter Sir Alexander Drawcansir und der Armee der Grub Street."
"Journal of the present Paper War between the Forces under Sir Alexander Drawcansir, and the Army of Grub-street".
Diese Schriften waren an Jonathan Swifts Arbeit The Battle of the Books angelehnt, in denen Fielding vorgab ein militärischer Anführer zu sein, der die "English VETERANS" gegen seine Gegner führte. In der vierten Ausgabe vom 14. Januar 1752 änderte er jedoch seine Ausführungen dahingehend, dass er sich selbst als einen Richter beschrieb. Im Februar verarbeite William Kenrick den "Paper War" in einem Stück namens "Fun", in dem er Fielding unterstützend in Schutz nahm. Charles Macklin folgte Kenricks Beispiel und veranstaltete am 8. April 1752 eine Benefizveranstaltung im Covent Garden mit dem Zweiakter The Covent Garden Theater, or Pasquin Turn'd Drawcansir. In dem Stück schilderte er, wie Fielding den "Hill" meisterte und seine Anhänger in der Stadt "The Town" angriff.
Ein Beitrag im London Daily Advertiser mit dem Titel Der Marsch des Löwen vom 29. Januar 1752 brachte Zahlreiche der Londoner Autoren mit dem "Zeitungskrieg" in Zusammenhang und beschrieb zum ersten Mal Smarts Pseudonym "Mrs. Mary Midnight", obwohl dieser bis dahin nicht in den Streit eingegriffen hatte. Er beteiligte sich erstmals am 4. August 1752 mit der Schrift The Midwife, einer Parodie von Hills "Inspector". Darin antwortete Smart auf Hills Angriffe auf sein Stück "Old Woman's Oratory", dass von Hill als "totes Stück" bezeichnet wurde. Hill reagierte rasch und griff Fielding und Smart am 13. August 1752 in der einzigen Ausgabe des Impertinent an, indem er behauptete: " Als Schriftsteller Schreibe man entweder weil man "intelligent und scharfsinnig" ist, oder einfach "nur weil man Hunger" hat."
Weiterhin spottete er darüber, dass Smart
"von weitem Betrachtet eine unglaublich komische Erscheinung sei. Denn immer wenn er seinen Mund öffne, und sei es nur zum Essen, stimmt die Welt, angesichts seiner gleichgültigen und eigensinnigen Art und Weise sich die Zunge zu Verrenken, ein schallendes Gelächter an."
"wears a ridiculous comicalness of aspect, that makes people smile when they see him at a distance: His mouth opens, because he must be fed; and the world often joins with the philosopher in laughing at the insensibility and obstinancy that make him prick his lips with thistles.""
"The Impertinent" wurde anonym veröffentlicht und  zuerst Samuel Johnson zugeschrieben. Hill verschleierte seine Urheberschaft weiterhin, indem er am 25. August 1752 im "Inspector" (Nr. 464) sein eigenes Werk attackierte.
Es wurde aber bald bekannt, dass Hill hinter beiden Schriften steckte, daher äußerte er sich im London Daily Advertiser, am 25. August 1752. Hill kritisierte Smart's "Dichtungen wo es nur ging", obwohl er den Anschein erwecken wollte Smart zu würdigen. Betty Rizzo behauptete Hill tat es auf eine Art und Weise,
"dass es ihm gelang Smart mit herablassendem Zuspruch zu beleidigen und zu erniedrigen."
"that managed to insult and degrade Smart with patronizing encouragement."
Arthur Murphy griff am 21. Oktober 1752 im Gray's Inn Journal Hills Kritik auf, gefolgt von Thornton, der sowohl Hill als auch Fielding im Spring-Garden Journal am 16. November 1752 kritisierte. Die Ausgabe des Gentleman's Journal vom November 1752 schrieb: Hills Unterstützer setzten sich für das "Anliegen eines Gentlemans" ein, wohingegen Fieldings Anhänger einen "Komiker" unterstützten. Dies führte zu nichts weniger, als einer noch stärkeren Spaltung beider Gruppen. Hills und Murphys darauf folgender Disput wurde in der Dezemberausgabe abgedruckt.
Am 1. Februar 1753 veröffentlichte Smart seine, sich über John Hill lustig machende Heldendichtung The Hilliad, die von Lance Bertelsen als die „lauteste Breitseite“ des gesamten Krieges betitelt wurde. Eine Antwort auf The Hilliad kam prompt: Samuel Derrick veröffentlichte The Smartiad und Arthur Murphy kritisierte Smarts persönliche Anfeindungen. Mit den Regeln für einen klaren Verstand versuchte er weitere Reaktionen von Smart zu provozieren. Dieser ging jedoch nicht mehr weiter darauf ein und auch Hill hatte sich seit Dezember 1752 nicht mehr geäußert.

## Bibliographie
- Battestin, Martin. Henry Fielding: A Life. New York: Routledge, 1989. ISBN 978-0-415-01438-0.
- Bertelsen, Lance. "'Neutral Nonsense, neither False nor True': Christopher Smart and the Paper War(s) of 1752–53." In Christopher Smart and the Enlightenment, Clement Hawes, 135-52. New York, NY: St. Martin's, 1999. ISBN 978-0-312-21369-5.
- Goldgar, Bertrand. "Fielding's Periodical Journalism." In The Cambridge Companion to Henry Fielding, Claude Rawson, 94–108. Cambridge, UK: Cambridge University Press, 2007. ISBN 978-0-521-85451-1.
- Mahony, Robert and Rizzo, Betty. Christopher Smart: An Annotated Bibliography 1743–1983. New York: Garland, 1984. ISBN 978-0-8240-9226-9.
- Mounsey, Chris. Christopher Smart: Clown of God. Lewisburg: Bucknell University Press, 2001. ISBN 978-0-8387-5483-2.
- Rizzo, Betty. "Notes on the War between Henry Fielding and John Hill, 1752–53," The Library 6, vii (1985). pp. 338–353. doi:10.1093/library/s6-VII.4.338.
- Sabor, Peter. "Amelia." In The Cambridge Companion to Henry Fielding, Claude Rawson, 94–108. Cambridge, UK: Cambridge University Press, 2007. ISBN 978-0-521-85451-1.
- Smart, Christopher. The Poetical Works of Christopher Smart, IV: Miscellaneous Poems English and Latin. Ed. Karina Williamson. Oxford: Clarendon, 1987. ISBN 978-0-19-812768-0.